# Liste der Biografien/Schulm
Liste der Biografien |
Portal Biografien |
Personensuche
# |
A |
B |
C |
D |
E |
F |
G |
H |
I |
J |
K |
L |
M |
N |
O |
P |
Q |
R |
S |
T |
U |
V |
W |
X |
Y |
Z |
?
 
Sa |
Sb |
Sc |
Sd |
Se |
Sf |
Sg |
Sh |
Si |
Sj |
Sk |
Sl |
Sm |
Sn |
So |
Sp |
Sq |
Sr |
Ss |
St |
Su |
Sv |
Sw |
Sy |
Sz
 
Sca–Sce |
Sch |
Sci–Scz
 
Scha |
Schc |
Schd |
Sche |
Schg |
Schi |
Schj |
Schk |
Schl |
Schm |
Schn |
Scho |
Schp |
Schr |
Schs |
Scht |
Schu |
Schv |
Schw |
Schy
 
Schua |
Schub |
Schuc |
Schud |
Schue |
Schuf |
Schug |
Schuh |
Schui |
Schuk |
Schul |
Schum |
Schun |
Schuo |
Schup |
Schuq |
Schur |
Schus |
Schut |
Schuu |
Schuv |
Schuw |
Schuy |
Schuz
 
Schula |
Schulb |
Schuld |
Schule |
Schulg |
Schulh |
Schuli |
Schulj |
Schulk |
Schull |
Schulm |
Schulo |
Schulp |
Schulr |
Schuls |
Schult |
Schulw |
Schuly |
Schulz
Die Liste der Biografien führt alle Personen auf, die in der deutschsprachigen Wikipedia einen Artikel haben. Dieses ist eine Teilliste mit 38 Einträgen von Personen, deren Namen mit den Buchstaben „Schulm“ beginnt.

## Schulm

### Schulma
- Schulman, Alan Richard (1930–2000), US-amerikanischer Ägyptologe
- Schulman, Arnold (1925–2023), US-amerikanischer Dramatiker, Drehbuchautor, Filmproduzent, Songwriter und Schriftsteller
- Schulman, Audrey (* 1963), kanadisch-amerikanische Schriftstellerin
- Schulman, Brenda (* 1967), US-amerikanische Biochemikerin
- Schulman, Cathy (* 1965), US-amerikanische Filmproduzentin
- Schulman, Faye (1919–2021), belarussisch-kanadische Fotografin
- Schulman, Filipp Jewgenjewitsch (* 1980), russischer Biathlet
- Schulman, Ira (1926–2008), US-amerikanischer Jazzmusiker und Musikpädagoge
- Schulman, Julius (1915–2000), US-amerikanischer Violinist
- Schulman, Lawrence (* 1941), US-amerikanischer theoretischer Physiker
- Schulman, Lion (1851–1943), niederländischer Landschaftsmaler
- Schulman, Mark, amerikanischer Kommunikationswissenschaftler

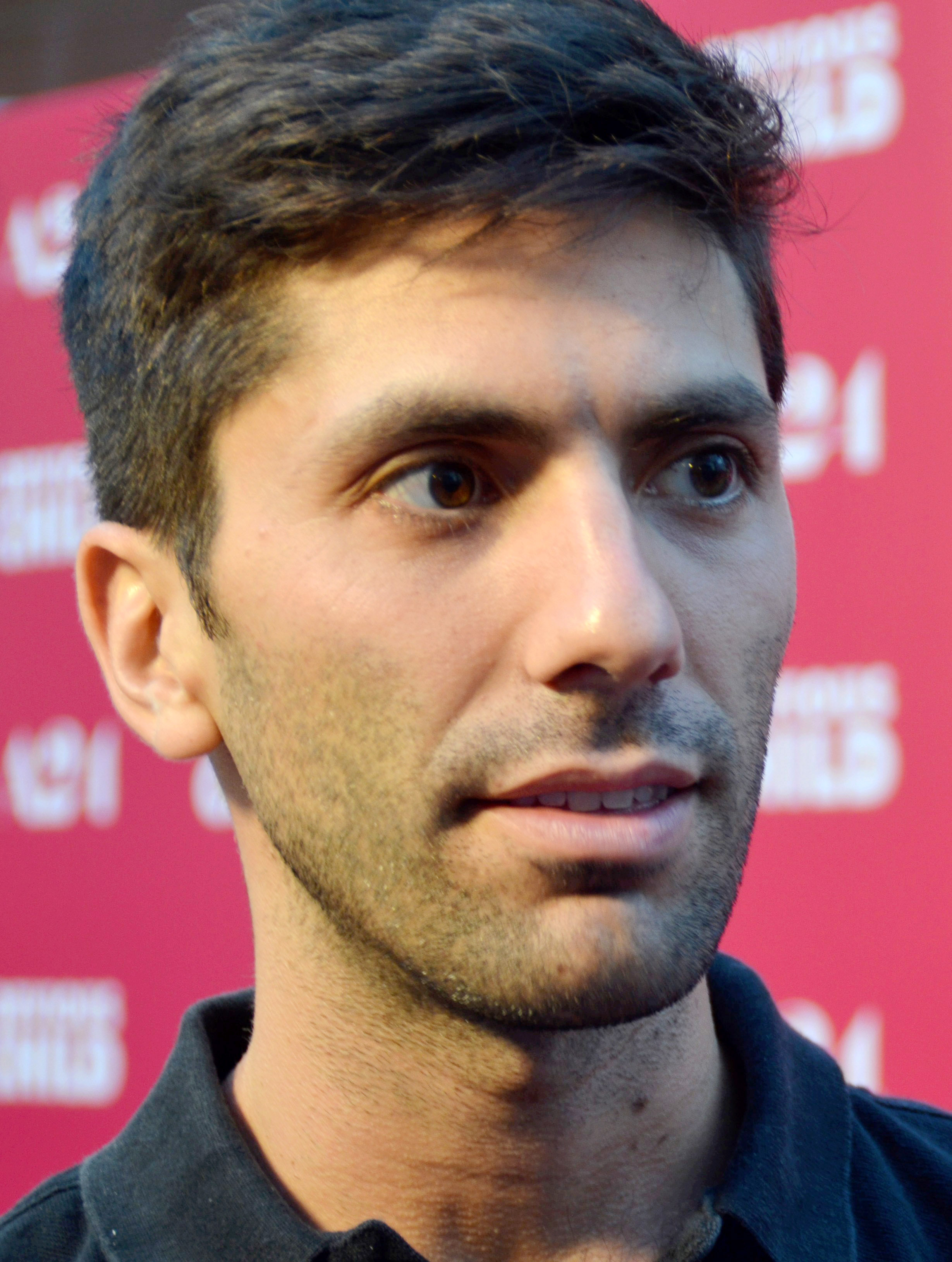
Nev Schulman (* 1984)

- Schulman, Nev (* 1984), US-amerikanischer Produzent, Schauspieler, Fotograf und AutorNev Schulman (* 1984)
- Schulman, Nick (* 1984), US-amerikanischer Pokerspieler und -kommentator
- Schulman, Roger S.H., US-amerikanischer Filmproduzent und Drehbuchautor
- Schulman, Sarah (* 1958), US-amerikanische Hochschullehrerin und Autorin
- Schulman, Tom (* 1951), US-amerikanischer Drehbuchautor
- Schulmann, Danielle (* 1989), israelisch-US-amerikanische Fußballspielerin
- Schulmann, Haya (* 1979), deutsch-israelische Informatikerin, Direktorin der Abteilung Cybersicherheit und Analytik am Fraunhofer-Institut für Sichere Informationstechnologie SIT
- Schulmann, Horst (1933–1994), deutscher Staatssekretär
- Schulmann, Ilja Bela (1922–2014), sowjetischer Dolmetscher
- Schulmann, Jekaterina Michailowna (* 1978), russische PolitikwissenschaftlerinJekaterina Michailowna Schulmann (* 1978)

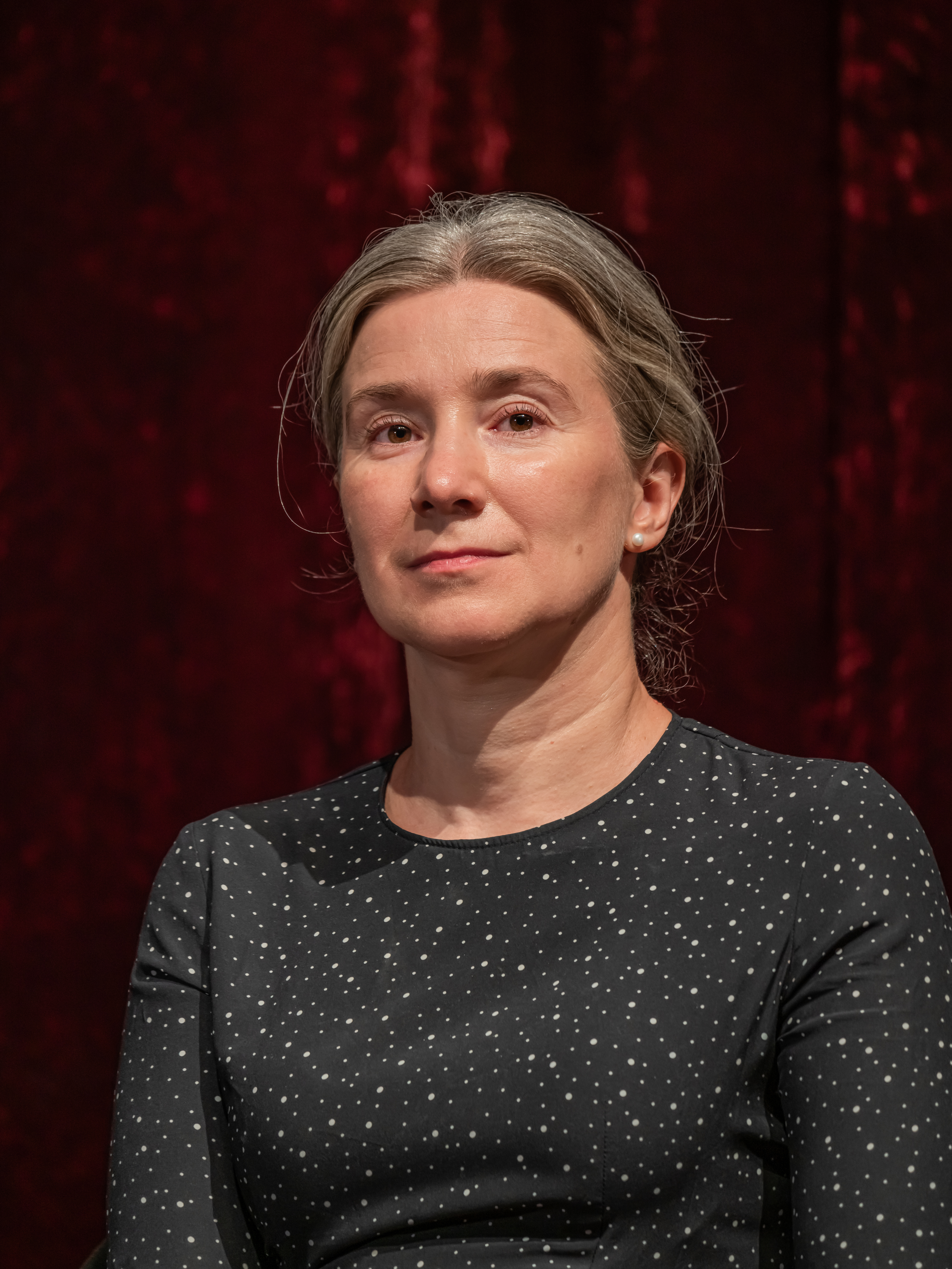
Jekaterina Michailowna Schulmann (* 1978)

- Schulmann, Kalman (1819–1899), russischer jüdischer Aufklärer
- Schulmann, Ludwig (1814–1870), deutscher Pädagoge, Zeitungsverleger, -herausgeber und -redakteur
- Schulmann, Otto (1902–1989), deutsch-amerikanischer Dirigent und Gesangspädagoge
- Schulmann, Robert (* 1942), US-amerikanischer Historiker
- Schulmann, Zwi (1915–1986), israelischer Unternehmer und Ratsherr in Rischon LeZion, Überlebender des Holocausts

### Schulme
- Schulmeister, Karl Ludwig (1770–1853), Spion im Solde Napoléon Bonapartes
- Schulmeister, Karl-Heinz (1925–2017), deutscher Politiker (SED), MdV, Funktionär des Kulturbundes der DDR und Präsidiumsmitglied der Volkskammer
- Schulmeister, Otto (1916–2001), österreichischer Publizist, langjähriger Chefredakteur und Herausgeber der Tageszeitung „Die Presse“
- Schulmeister, Paul (1942–2011), österreichischer Journalist
- Schulmeister, Rolf (* 1943), deutscher Pädagoge und Hochschullehrer
- Schulmeister, Stephan (* 1947), österreichischer Ökonom
- Schulmeister, Vojtěch (* 1983), tschechischer Fußballspieler
- Schulmeister, Willibald (1851–1909), österreichischer Landschaftsmaler, Illustrator, Kupferstecher und Lehrer
- Schulmeyer, Gerhard (* 1938), deutsch-amerikanischer Manager
- Schulmeyer, Heribert (* 1954), deutscher Illustrator
- Schulmeyer, Joachim (* 1952), deutscher Politiker (SPD), MdL